# Tuxedomoon
I Tuxedomoon sono un gruppo musicale sperimentale e multimediale statunitense di matrice post-punk/new wave, formato nel 1977 a San Francisco da Blaine Leslie Reininger e Steven Brown.

## Storia del gruppo

### Il periodo americano
Fondati nel 1977 dai polistrumentisti Blaine L. Reininger e Steven Brown, all'epoca studenti di musica elettronica al San Francisco City College, i Tuxedomoon cominciano a esibirsi nei locali cittadini con l'apporto iniziale dell'artista Tommy Tadlock in veste di tecnico e inventore di suoni, e ad accompagnare con la loro musica originale gli spettacoli del gruppo teatrale Angels of Light. Proprio le conoscenze di Steven Brown nell'ambiente teatrale favoriscono i contatti con i cantanti Gregory Cruikshank, Victoria Lowe e, soprattutto, Winston Tong. Il gruppo ottiene una certa notorietà già nel 1978, quando fa da spalla ai Devo in concerto. Nello stesso anno entrano nella formazione il chitarrista Michael Belfer e il batterista Paul Zahl, e viene pubblicato il loro primo EP, No Tears con l'etichetta indipendente Time Release, seguito da Scream With A View. Interrotti i rapporti con la Lowe, poco dopo anche Belfer e Zahl esauriscono la loro breve collaborazione, mentre Tong lascia solo temporaneamente il gruppo, cui si sono nel frattempo uniti il bassista Peter "Principle" Dachert e il videoartista e performer Bruce Geduldig. Nel 1979 i Tuxedomoon firmano con la Ralph Records, l'etichetta dei The Residents, che produce i loro primi due album, Half-Mute nel 1980 e Desire nel 1981, frutto di un lungo e intenso periodo di attività sulla scena new wave di New York, di cui resta traccia anche nel film Downtown 81 su Jean-Michel Basquiat. Nel corso del 1981 la band lascia quindi gli Stati Uniti per trasferirsi prima a Rotterdam, dove pubblica subito, sotto il nome "Joeboy", l'album Joeboy in Rotterdam con la Backstreet Backlash, e poi a Bruxelles, dove proseguirà l'attività, considerando l'ambiente europeo più consono alla propria arte.

### Il trasferimento in Europa
Qui i Tuxedomoon entrano in contatto con l'ambiente dell'avant-garde, e nel 1982 pubblicano la colonna sonora composta per il balletto di Maurice Béjart Divine, dedicato a Greta Garbo. Nello stesso anno inizia il sodalizio con la casa discografica belga Crammed Discs, che crea per loro l'etichetta CramBoy, con cui pubblicano gli EP Suite en Sous-Sol, Time to Lose e Short Stories. L'anno seguente Reininger si defila dal gruppo per dedicarsi maggiormente alla carriera solistica, mentre entra a farne parte il trombettista Luc Van Lieshout. Nel 1985 arriva il primo vero successo commerciale con l'album Holy Wars, distribuito in tutto il mondo sempre dalla Crammed, e dopo la cui uscita Winston Tong lascia definitivamente la band. Nel 1986 esce l'album Ship of Fools, seguito nel 1987 da You, entrambi con la partecipazione del polistrumentista Ivan Georgiev. Segue un lungo periodo di pausa, che dura fino a quasi tutti gli anni novanta, durante il quale vengono pubblicate alcune raccolte, mentre Steven Brown e Peter Principle, come già Blaine Reininger, portano avanti diversi progetti individuali, sempre nell'ambito della Crammed Discs. È il caso dei due album incisi da Steven Brown con il compositore belga Benjamin Lew, e dell'album solista di Principle, tutti e tre pubblicati nella collana Made to Measure della casa belga. Nello stesso periodo Brown e Reininger si ritrovano per una lunga serie di concerti in giro per l'Europa, durante i quali eseguono spesso anche musiche dei Tuxedomoon, e di cui resta traccia nell'album live 1890-1990 One Hundred Years of Music, edito da Les Disques du Crépuscule, etichetta belga satellite della Factory Records con cui il gruppo pure ha pubblicato. Uniche parentesi discografiche in studio come Tuxedomoon, gli album The Ghost Sonata nel 1991, colonna sonora di un'opera multimediale realizzata con Bruce Geduldig e Winston Tong nel 1982, e Joeboy in Mexico, primo tentativo di reunion del 1998 ancora sotto il nome "Joeboy", registrato a Oaxaca, dove intanto Brown si era trasferito dal 1993, con l'etichetta messicana Opción Sónica.
Il ritorno stabile della band, però, avviene solo nel 2004, quando esce l'album Cabin in the Sky, al quale partecipano Steven Brown, Blaine Reininger, Peter Principle e Luc Van Lieshout. Seguono vari tour di concerti dal vivo, e nel 2006 la pubblicazione di un nuovo lavoro, Bardo Hotel Soundtrack. Per il trentennale della loro attività, alla fine del 2007 pubblicano quindi l'album Vapour Trails. La composizione di nuovi brani rallenta notevolmente e solo dopo sei anni, nel 2013, viene pubblicato un nuovo album di inediti, Pink Narcissus, sempre per la Crammed. Nel 2016 il gruppo gira l'Europa con l'Half Mute Tour, in cui la formazione storica ripropone sul palco il suo primo repertorio. I concerti sono dedicati alla memoria di Bruce Geduldig, deceduto il 7 marzo 2016, dopo una lunga malattia. Nello stesso anno Brown e Reininger pubblicano l'album Monte Albán, con la messicana Independent Recordings. L'anno successivo, il 17 luglio, muore a Bruxelles per un malore anche il bassista Peter Principle, mentre il gruppo stava preparando un nuovo tour e componendo nuova musica. In seguito, abbandonata l'idea di proseguire l'esperienza come Tuxedomoon, Brown e Reininger hanno ripreso un percorso sia individuale che comune.

## Formazione base storica
- Steven Brown: testi, voce, clarinetto, sassofono, pianoforte, tastiere;
- Blaine L. Reininger: testi, voce, chitarra elettrica, violino, tastiere;
- Peter Principle Dachert: basso elettrico, generatori di suoni (ex membro - deceduto);
- Luc Van Lieshout: tromba, flicorno, armonica, tastiere;
- Winston Tong: testi, voce (ex membro);
- Bruce Geduldig: video, live performer, voce (ex membro - deceduto).

## Discografia

### Album in studio
- Half-Mute, 1980
- Desire, 1981
- Joeboy in Rotterdam, 1981
- Divine, 1982
- Holy Wars, 1985
- Ship of Fools, 1986
- You, 1987
- The Ghost Sonata, 1991
- Joeboy in Mexico, 1998
- Cabin in the Sky, 2004
- Bardo Hotel Soundtrack, 2006
- Vapour Trails, 2007
- Pink Narcissus, 2013

### Singoli ed EP
- Joeboy/Pinheads on the Move, 1978
- No Tears (EP), 1978
- Stranger,  1979
- Scream With a View (EP), 1979
- What Use?, 1980
- Dark Companion, 1980
- Urban Leisure (flexi), 1980
- Une Nuit au Fond de la Frayere, 1981
- What Use? - remix, 1982
- Why is She Bathing?, 1982
- Suite en Sous-Sol (EP), 1982
- Time to Lose (EP), 1982
- Short Stories (EP), 1983
- Soma, 1984
- Boxman, 1987
- You, 1987
- No Tears '88, 1988
- Michael's Theme, 1988
- No Tears/What Use (Remixes & Originals), 2000

### Album dal vivo
- Ten Years in One Night, 1988
- Live in St. Petersburg, 2002

### Raccolte
- A Thousand Lives by Picture, 1983
- Pinheads on the Move, 1987
- Solve et Coagula, 1994
- Unearthed, 2008
- At Twilight, 2013

### Compilation
- Made to Measure vol. 1

## Filmografia
- Downtown 81
- TV Party